# 棉湖戰鬥
棉湖戰鬥發生於1925年3月1～21日，地點則是在中國广东省揭阳县棉湖一帶。是國民革命軍東征的一部分。

## 背景
- 東江之役後不過一個月，國民革命軍更攻克東莞、石龍、平湖、深圳、淡水、平山、海豐，直搗潮州、汕頭、梅縣。[1]

## 概述
- 3月12日凌晨，黃埔軍校教導團第一團與救粵軍林虎一部相遇，兩軍交戰於棉湖。教導團一團團長何應欽與林虎軍激戰至次日，之後教導第二團團長錢大鈞由鯉湖趕來增援，林虎軍在腹背受敵的情況下敗逃。

- 戰役之後，蔣介石曾評論：「棉湖一役，以教導團千餘之眾，禦萬餘精悍之敵，其危實甚；萬一慘敗，不惟總理手創之黨軍盡殲，廣東革命策源地，亦不可復保。」[2]

## 事後
- 棉湖取勝之後，國民革命軍繼續推進，攻克了河婆、五華，並在21日佔領了興寧縣城。同日，胡漢民電知革命軍孫中山已在12日於北京逝世。蔣立即在軍中發哀告全軍將士書，回廣州祭奠，並整理校務。[1]後於7月1日陆海军大元帅大本营改组为国民政府。